# Xenurolebias izecksohni
Xenurolebias izecksohni, popularmente chamado de peixe-anual, é um peixe actinóptero endêmico do Brasil da família dos rivulídeos (Rivulidae). Habita águas doces bentopelágicas de bacias de rios costeiros do sudeste do país.

## Descrição
Xenurolebias izecksohni possui de 13 a 18 raios moles dorsais e de 19 a 23 raios moles anais. Em número de vértebras, varia de 27 a 28. Se distingue de todas as outras espécies do gênero Xenurolebias por não apresentar manchas claras na metade distal da barbatana dorsal nos machos e ter barras curtas oblíquas na porção ventral da barbatana caudal nos machos. Especificamente, difere de X. myersi por ter a barbatana caudal lanceolada nos machos, com uma ponta posterior pronunciada, mais barras cinza-escuras no flanco nas fêmeas (12-13 contra 9-11), um corpo mais esbelto (profundidade do corpo de 27,1-28,5% em machos e 28,5-30,6% em fêmeas contra 29,0-31,4% e 30,1-33,9%, respectivamente) e mandíbula inferior mais curta (18,6-20,9% do comprimento da cabeça nos machos e 17,7-19,7% nas fêmeas contra 22,4-24,5% e 19,6-21,4%, respectivamente); de X. pataxo pela presença de duas ou três manchas pretas na parte posterior do pedúnculo caudal nas fêmeas; e de X. cricarensis por ter uma cabeça mais delgada nos machos (profundidade da cabeça de 81,2-85,0% do comprimento da cabeça contra 85,6-92,8%), uma mandíbula inferior mais curta nos machos (18,6-20,9% do comprimento da cabeça contra 22,0-25,0 %) e um corpo mais esbelto em machos maiores (acima de 31 milímetros) (profundidade do corpo de 27,1-27,5% contra 30,7-33,9%).

## Conservação
Em 2005, foi classificado como vulnerável na Lista de Espécies da Fauna Ameaçadas do Espírito Santo; Em 2013, foi citado como uma da espécies do Sumário Executivo do Plano de Ação Nacional para a Conservação dos Peixes Rivulídeos Ameaçados de Extinção. Em 2014, foi classificado como em perigo na Portaria MMA N.º 444 de 17 de dezembro de 2014; e em 2018, como em perigo no Livro Vermelho da Fauna Brasileira Ameaçada de Extinção do Instituto Chico Mendes de Conservação da Biodiversidade (ICMBio).